# Карабулацький сільський округ (Єскельдинський район)
Карабула́цький сільський округ (каз. Қарабулақ ауылдық округі, рос. Карабулакский сельский округ) — адміністративна одиниця у складі Єскельдинського району Жетисуської області Казахстану. Адміністративний центр — село Карабулак.
Населення — 25572 особи (2021; 21767 у 2009, 20199 у 1999, 25459 у 1989).
Станом на 1989 рік існували Карабулацька селищна рада (смт Карабулак), Абайська сільська рада (села Абай, Єшкіульмес, Кизилоктябр) та Чумирська сільська рада (села Будьонне, Чумир). До 2013 року округ мав статус селищної адміністрації.

## Склад
До складу адміністрації входять такі населені пункти:
| Населений пункт     | Населення, осіб (1989) | Населення, осіб (1999) | Населення, осіб (2009) | Населення, осіб (2021) |
| ------------------- | ---------------------- | ---------------------- | ---------------------- | ---------------------- |
| Абай, село          | 1070                   | 857                    | 967                    | 973                    |
| Єшкіольмес, село    | 1403                   | 1258                   | 1121                   | 988                    |
| Карабулак, село     | 19088                  | 14873                  | 16037                  | 19561                  |
| Матая Баїсова, село | 1597                   | 1249                   | 1432                   | 1412                   |
| Оркусак, село       | 469                    | 418                    | 388                    | 392                    |
| Шимир, село         | 1832                   | 1544                   | 1822                   | 2246                   |